# AMC Pacer
AMC Pacer – samochód osobowy klasy kompaktowej produkowany pod amerykańską marką AMC w latach 1975–1979.

## Historia i opis modelu

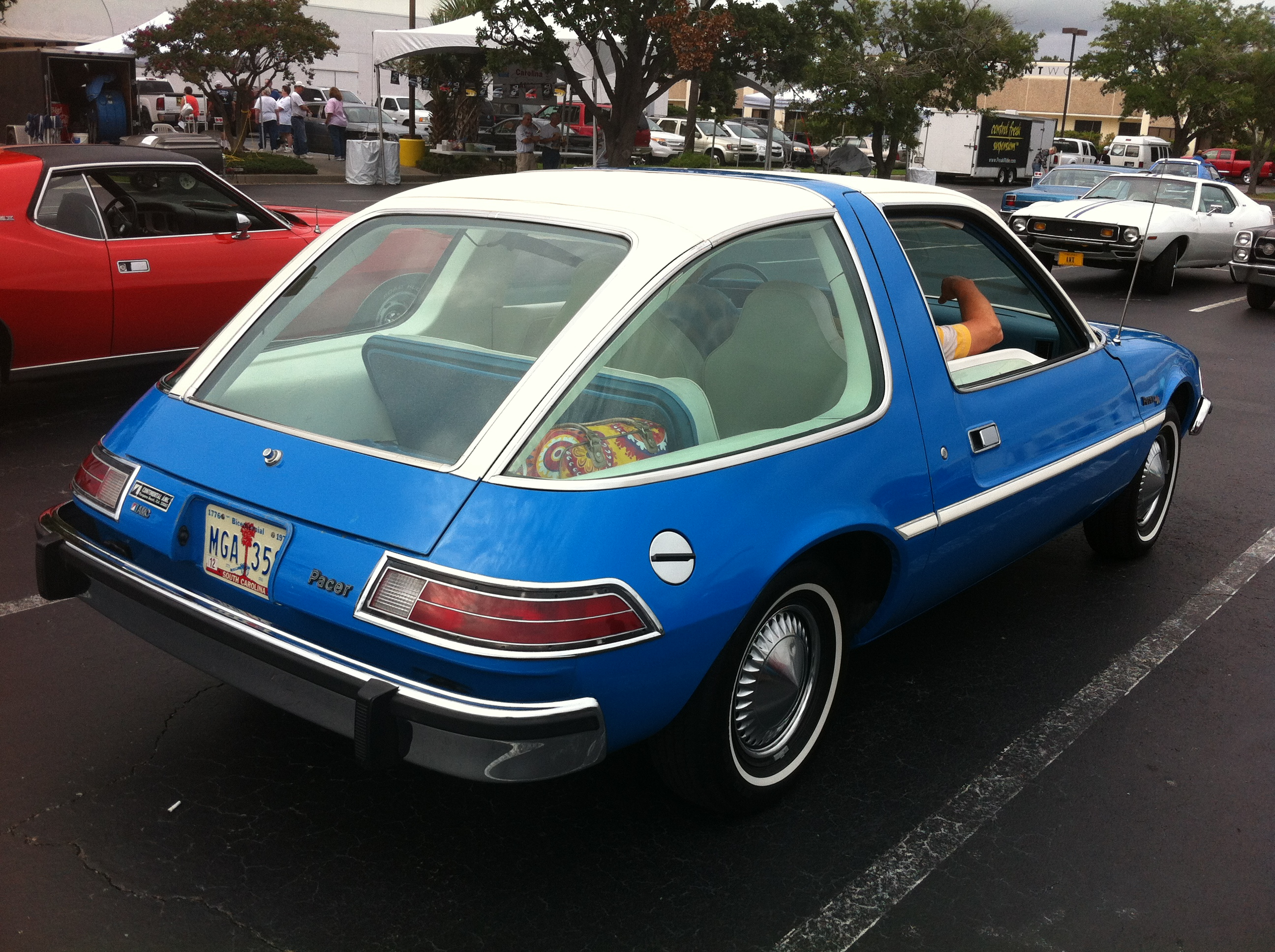
AMC Pacer – tył

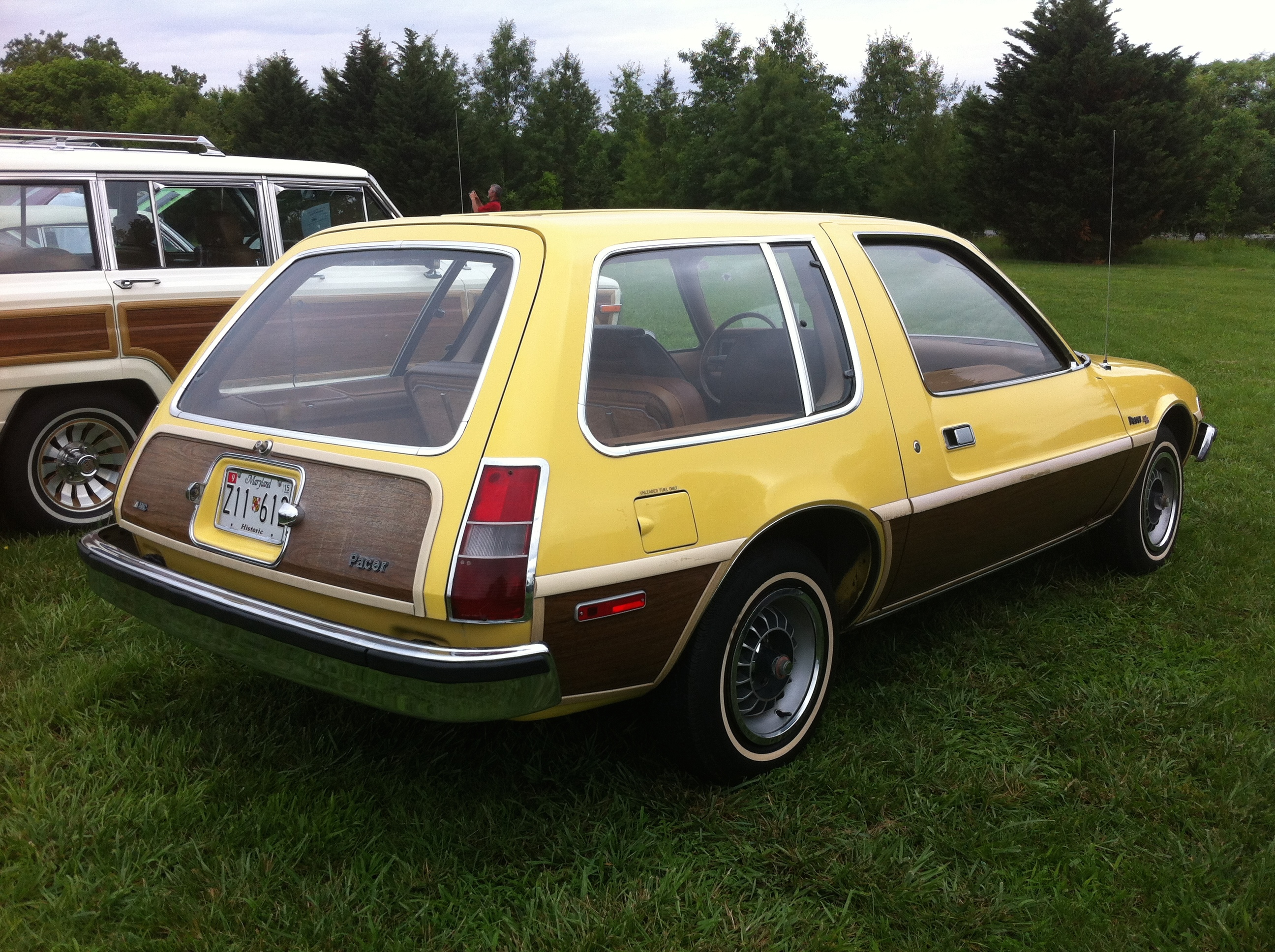
AMC Pacer Kombi

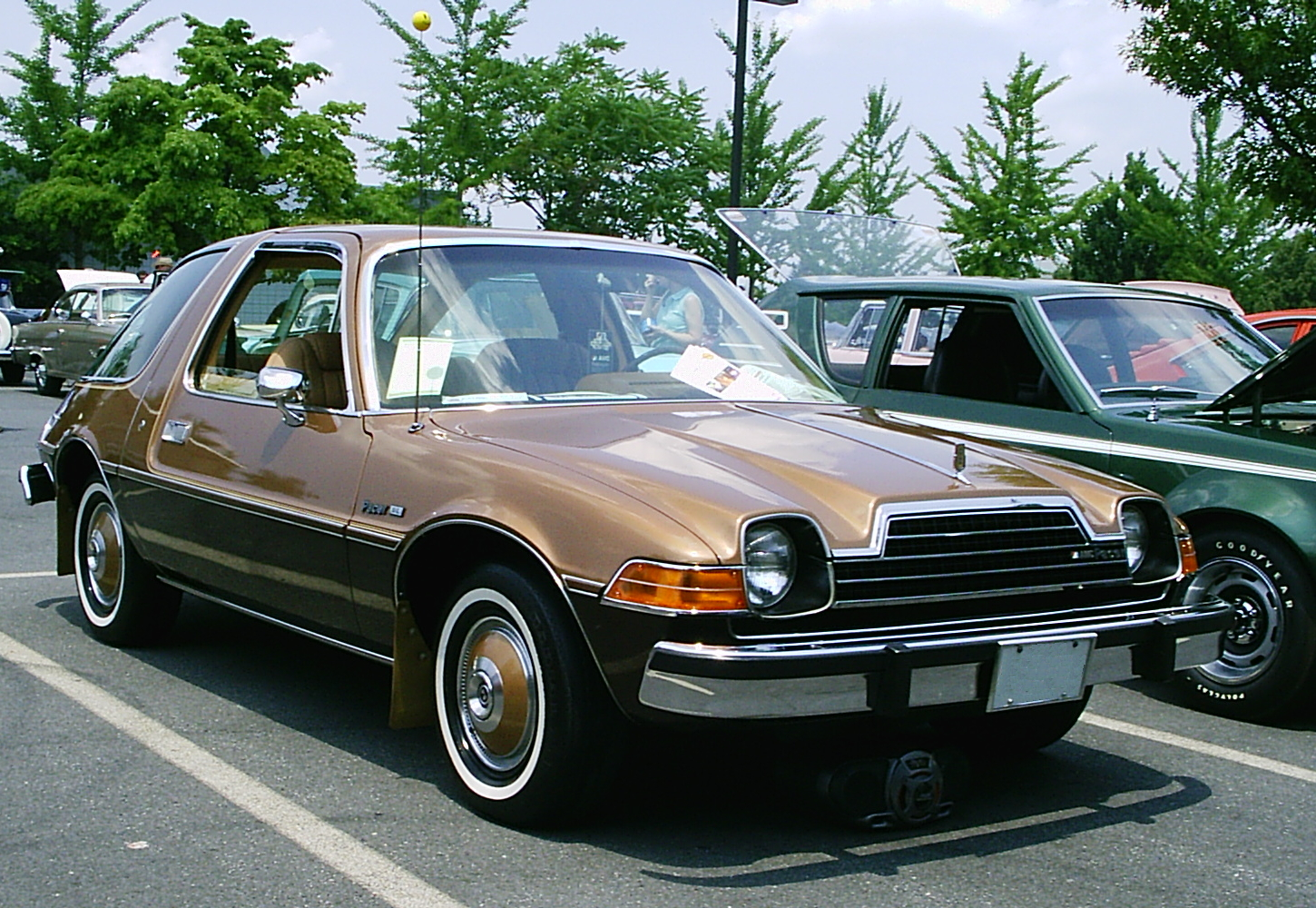
AMC Pacer po liftingu

W lutym 1975 roku AMC przedstawiło nowy kompaktowy model Pacer jako większą, przestronniejszą alternatywę dla podstawowego hatchbacka Gremlin.
Samochód utrzymano w awangardowej stylistyce autorstwa Richarda A. Teague’a, która wywołała kontrowersje zastosowaniem nietypowych form. Kompaktowy model AMC wyróżniał się stosunkowo nisko osadzoną maską i dużą, obłą karoserią z dużą powierzchnią szyb.
Wprowadzenie Pacera do sprzedaży przez koncern American Motors było pokłosiem zmieniających się trendów wśród amerykańskich konsumentów, którzy z powodu kryzysu paliwowego zwracali się ku coraz mniejszym pojazdom. Pacer był kierowany przede wszystkim do młodej klienteli.
Początkowo gama nadwoziowa składała się z 3-drzwiowego hatchbacka, by ostatecznie zostać poszerzoną o 3-drzwiowe kombi.

### Lifting
W 1978 roku AMC Pacer przeszedł drobną modernizację, w ramach której zmienił się wygląd pasa przedniego. Kompaktowy model zyskał nową, szerszą atrapę chłodnicy z dużym wybrzuszeniem poszerzającym ją do kształtu prostokąta. Pod tą postacią Pacer produkowany był przez kolejny rok, kiedy to razem z mniejszym Gremlinem zastąpił go nowy model – Spirit.

### Silniki
- L6 3.8l
- L6 4.2l
- L6 4.6l
- V8 5.0l

### Dane techniczne (R6 4.2)
- R6 4,2 l (4228 cm³), 2 zawory na cylinder, OHV
- Układ zasilania: gaźnik
- Średnica cylindra × skok tłoka: 95,25 × 99,00 mm
- Stopień sprężania: 8,0:1
- Moc maksymalna: 112 KM (82 kW) przy 3500 obr./min
- Maksymalny moment obrotowy: 265 N·m przy 2000 obr./min

## Pacer w popkulturze

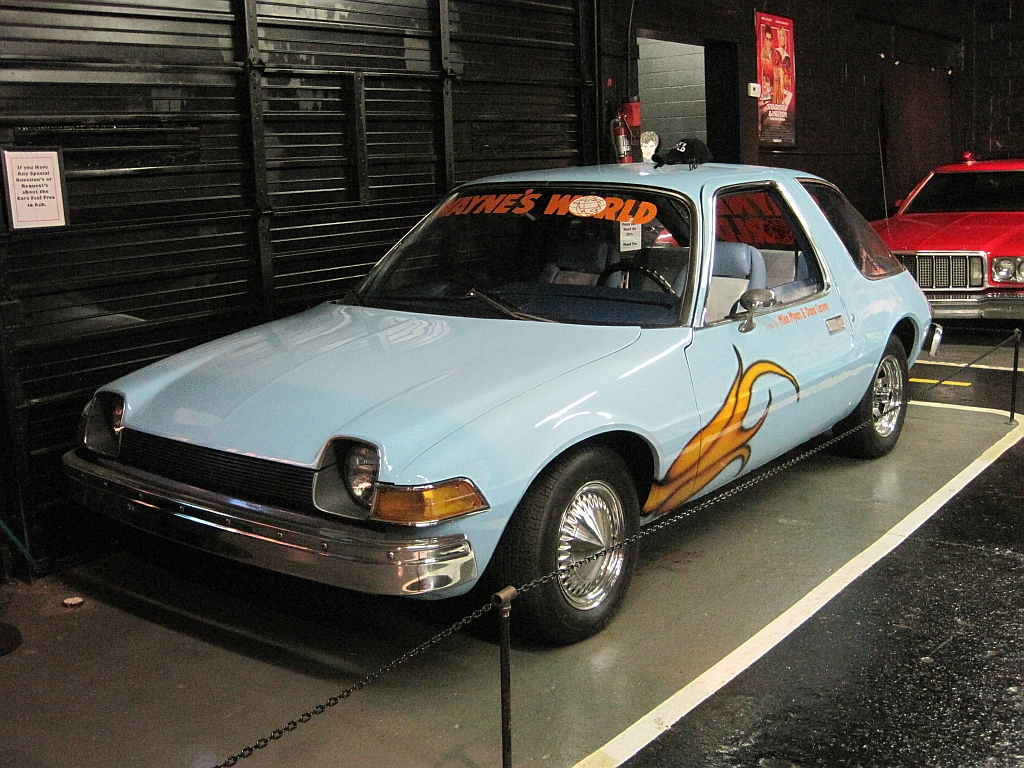
AMC Pacer ze Światu Wayne’a

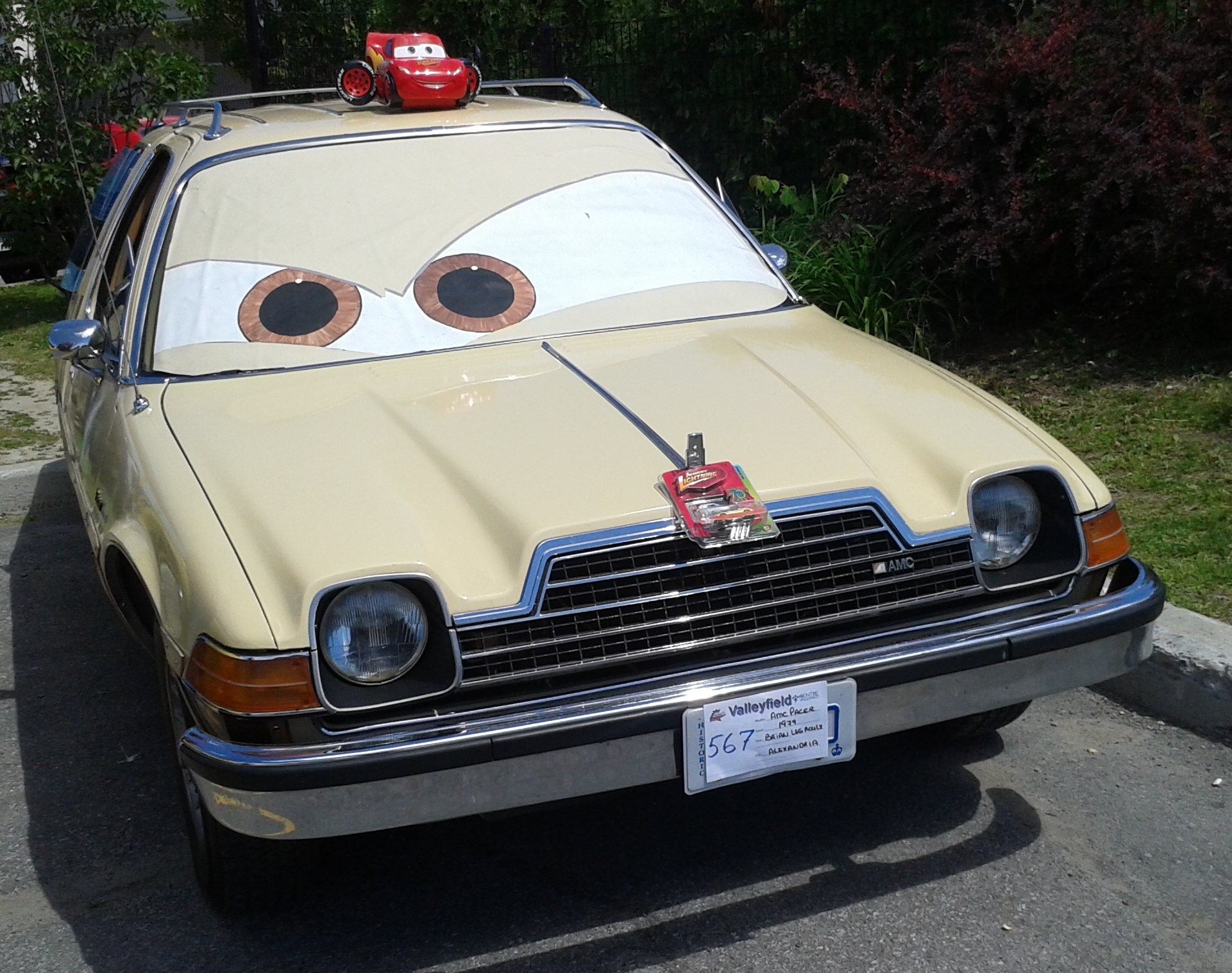
AMC Pacer stylizowany na postać z Auta 2

Pomimo krytycznego wizerunku, jaki utrwalił się wobec AMC Pacera, AMC Pacer zdobył dużą rozpoznawalność nie tylko w Stanach Zjednoczonych, Kanadzie i Meksyku, ale i zapisał się jako istotny element światowej popkultury. Samochód pojawił się w wielu filmach, serialach, teledyskach i innych dziełach kultury zarówno w Ameryce Północnej, jak i Europie.
- Świat Wayne’a – AMC Pacer pojawia jako samochód głównych bohaterów. W 2016 egzemplarz wykorzystany na planie sprzedano na aukcji w cenie $37 400[6][7].
- Faceci w czerni II – na początku filmu zostaje odtworzony stary film dokumentalny, w którym występuje czarny AMC Pacer należący do „Facetów w czerni”[8].
- Auta 2 – pojawia się tu organizacja „Trupów”, w której skład wchodzą cztery bandy przestępcze, z czego jedna z nich to „Wartpruki”, które są odpowiednikami modelu 1975 AMC Pacer[9]. W książce Auta od A do Z nazwa modelu AMC Pacer zostaje przetłumaczona na AMC Wartprók. Potem pojawia się jeszcze w filmie Samoloty 2 w momencie ewakuacji lotniska „Lotnisko” na stacji kolejowej z powodu pobliskiego pożaru zagrażającego budynkowi.
- Skrzydełko czy nóżka (1976) – Pacer to samochód Gérarda Duchemin (Coluche)[10].
- Królowa pszczół (1977) – Pacerem podróżowała para ze Szwecji[11].
- Brygada (2009) – Pacer to pojazd należący do pana Stockleya[12].
- To (2017) – Pacerem jeździła nadopiekuńcza matka jednego z bohaterów[13].
- Teledysku do utworu „The Real Slim Shady” rapera Eminema[14].